# Daniel Odier
Daniel Odier, noto anche con lo pseudonimo di Delacorta (Ginevra, 17 maggio 1945), è uno scrittore e saggista svizzero.

## Biografia
Addottoratosi a Parigi cominciò la sua attività lavorativa come critico musicale presso una rivista svizzera. Successivamente insegnò sceneggiatura presso l'Università di Tulsa in Oklahoma.
Daniel Odier ha adoperato lo pseudonimo Delacorta per scrivere romanzi gialli, fra i quali Diva, da cui fu poi tratto il film omonimo nel 1981. Fra altri, scrisse il soggetto del film Gli anni luce, vincitore del Grand Prix Speciale della Giuria al 34º Festival di Cannes.
Nei suoi viaggi in Oriente egli afferma di essere stato, nel 1968, discepolo del lama buddista Kalou Rinpoche (1905 - 1989), e successivamente di aver ricevuto un'iniziazione tantrica da parte di una yogini, Lalita Devi. Su argomenti tantrici dello shivaismo kashmiro e su altre tematiche correlate, Odier ha scritto diversi saggi.

## Opere

### Romanzi con lo pseudonimo Delacorta
- Nanà (1979)
- Diva (1979)
- Luna (1979)
- Rock (1981)
- Papillons de nuit (1984)
- Vida (1985)
- Alba (1985)
- Somnambule (saggio del 1990)
- Rap à Babylone Beach (1992)
- Imago (1996)

### Saggi

#### Tradotti in italiano
- Desideri, passioni & spiritualità. L'unità dell'essere (2007)
- Tantra. L'iniziazione di un occidentale all'amore assoluto (2012)
- L'incendio del cuore. Spanadakarika. Il canto tantrico del fremito (2013)
- Le mistiche orientali (2016)
- Tantra yoga. Il Vijñabhairava tantra. Il «tantra della conoscenza suprema» (2018)